# 喜荟城
喜薈城（英文：Vi City）位於廣東省深圳羅湖區東湖街道太寧路8號，是深圳市的大型商場。商場由百仕達控股有限公司負責發展，為百仕達花園附屬的商場。商場樓高四層，面積約為60,000平方米。

## 租戶
吉之島位於商場西部，佔地16,544平方米，於2004年12月28日開業，2018年下半年翻新為AEON STYLE。
其他商舖：
- 星巴克咖啡店
- Apple Store
- 麥當勞
- 禾绿寿司
- 元氣壽司
- 千味涮
- 戲鳳記豬肚火鍋
- 姚姚酸菜魚
- 西湖春天
- 面包新語
- illy
- 貢茶
- 自然派
- 聖豐城酒家

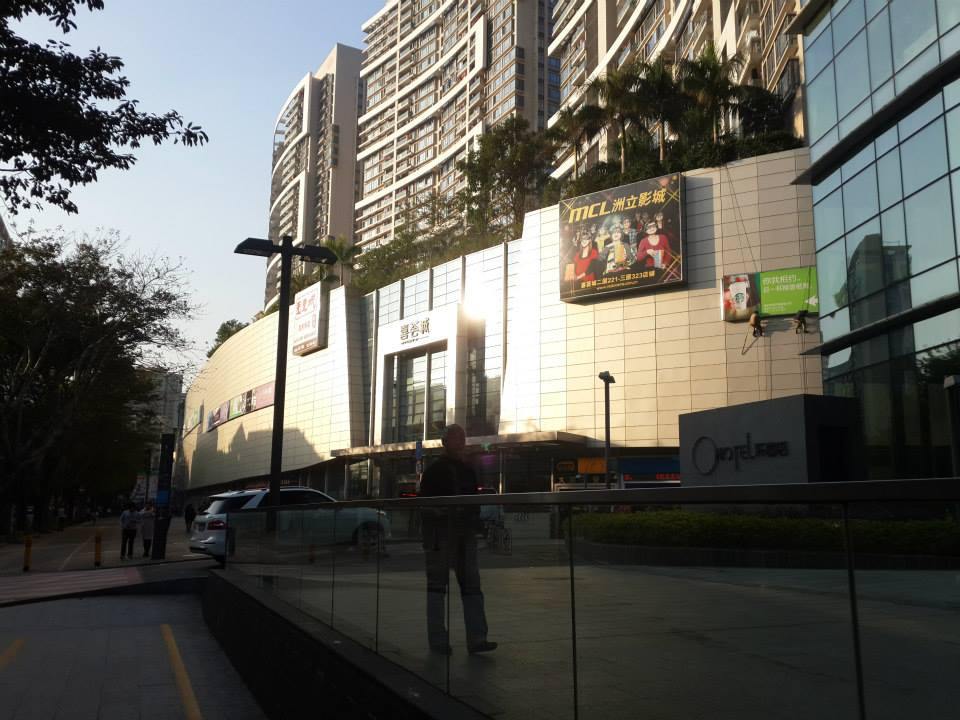
喜薈城外觀

洲立影城曾設於商場二樓，擁有五院共529座位，為洲立影藝深圳最早的影院之一，但已結業。原址將開設太平洋影城。

## 交通
商場鄰近深圳水庫及東湖公園，有多線公交途徑。此外，商場不遠處為深圳地鐵太安站C出口。
市內公交:
1:东湖客运站↔火车站
3:购物公园↔水库
17:水庫↔火車站
23:宁水花园↔皇岗口岸
52:福田口岸↔东昌
64:布心山湖居总站↔福田交通枢纽
211:梧桐山总站↔建设路总站
306:翠枫豪园总站↔火車站
308:布吉三联总站↔大梅沙闻檀道场站
320:西乡恒生医院↔东湖客运站
351:建设路总站↔福宁总站
372:平湖山厦村↔福田交通枢纽
M407:建设路↔观澜新田总站

## 鄰近
- 深圳水庫
- 東湖公園
- 深圳美術館
- 百仕達花園